# Campeonato Sul-Americano de Clubes de Voleibol Feminino
O Campeonato Sul-Americano de Voleibol Feminino de Clubes é um torneio internacional de clubes de voleibol feminino, organizado pela Confederação Sul-Americana de Voleibol. É a competição mais importante disputada por clubes da América do Sul e o campeão deste torneio classifica-se para o Campeonato Mundial de Clubes.
Antes de 2009, edições equivalentes são reconhecidas pela CSV e constam em seu sítio oficial. O período reconhecido pela CSV vai de 1970 a 1992, não tendo havido edições da competição em 1974, 1982 e de 1993 a 2008. Desse modo, o clube brasileiro Pinheiros foi o primeiro a conquistar o título, em 1970, em Lima, no Peru; por sua vez, os clubes Fluminense e Minas são os maiores vencedores, com seis taças cada, e o atual campeão é o Praia Clube.

## Ligas participantes
Desde o seu retorno, em 2009, o números de clubes e países que prestigiam a competição oscila. De modo geral, a competição destaca as equipes brasileiras como as mais fortes, tendo conquistado todos os títulos desde o fim do seu hiato. Outras ligas que também valorizam o torneio são as da Argentina e a do Peru. Atualmente, as ligas do Brasil, Peru e Argentina são as únicas que possuem direito a duas vagas. A relação de ligas aptas a participarem está exposta no quadro abaixo.
| Campeonatos nacionais               | Equipes participantes       |
| ----------------------------------- | --------------------------- |
| Liga A1 Argentina                   | Campeão e vice da Argentina |
| Superliga Brasileira A              | Campeão do Brasil           |
| Liga Chilena A1                     | Campeão do Chile            |
| Liga Superior Boliviana de Voleibol | Campeão da Bolívia          |
| Liga Nacional Superior de Voleibol  | Campeão do Peru             |
| Super Liga Uruguaia de Voleibol     | Campeão do Uruguai          |
| Liga Venezuelana                    | Campeão da Venezuela        |

## Títulos por clube

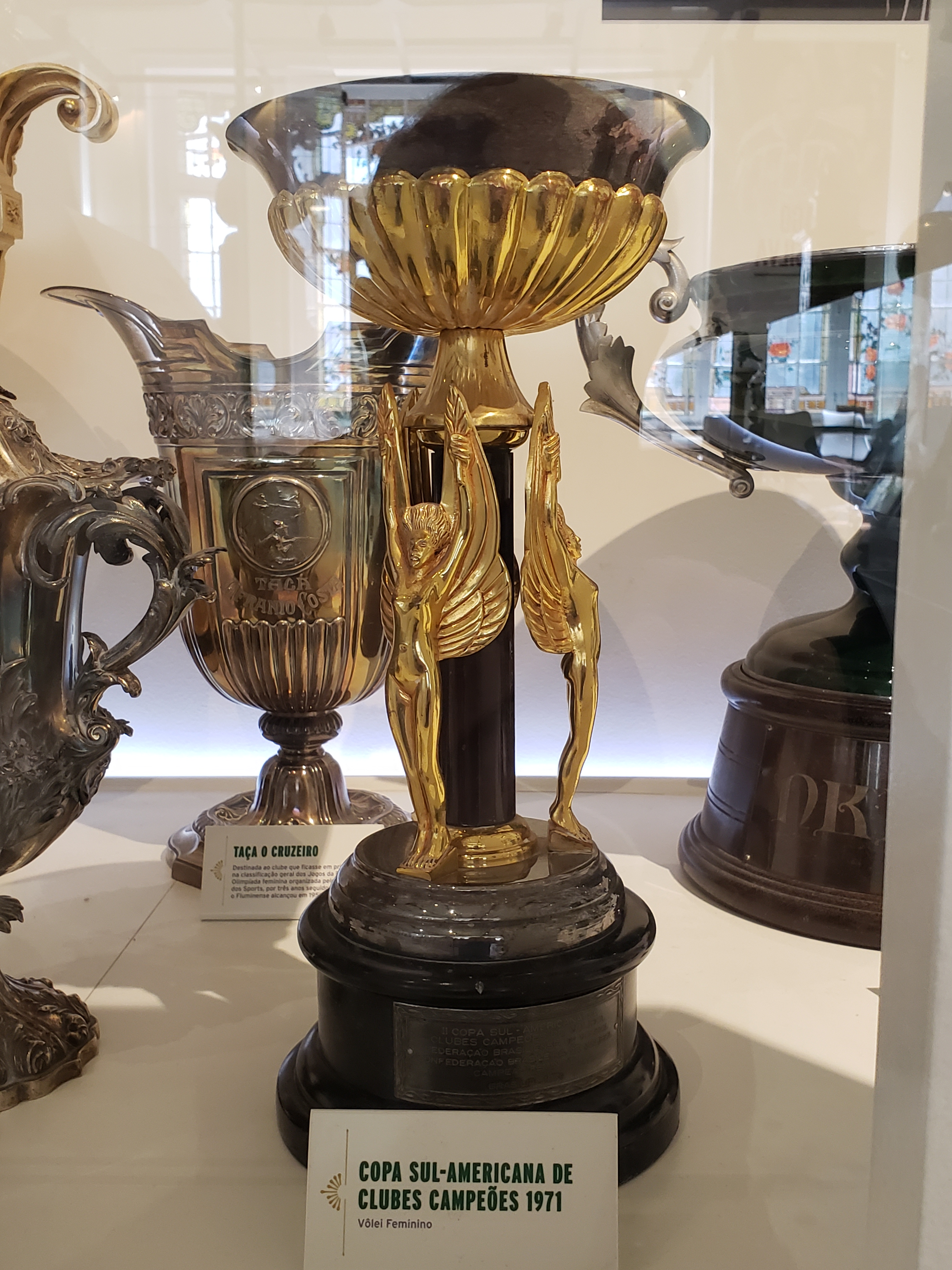
Troféu do Campeonato Sul-Americano de Vôlei Feminino de 1971.

| Equipe                 | Campeão | Vice-campeão | Terceiro lugar |
| ---------------------- | ------- | ------------ | -------------- |
| Fluminense             | 6       | 1            | 0              |
| Minas                  | 5       | 4            | 1              |
| Deportivo Power        | 5       | 2            | 2              |
| Rio de Janeiro         | 4       | 2            | 0              |
| Osasco                 | 4       | 2            | 0              |
| Praia Clube            | 3       | 5            | 0              |
| Sadia Clube            | 3       | 0            | 0              |
| GEBA                   | 2       | 4            | 3              |
| Flamengo               | 1       | 1            | 1              |
| Pinheiros              | 1       | 1            | 0              |
| Paulistano             | 1       | 1            | 0              |
| Sesi-SP                | 1       | 0            | 3[a]           |
| ADC Bradesco Atlântica | 1       | 0            | 0              |
| São Caetano            | 1       | 0            | 0              |
| Atlética Supergasbrás  | 0       | 3            | 0              |
| Boca Junior            | 0       | 1            | 2              |
| Regatas Lima           | 0       | 1            | 2              |
| Univ. San Martín       | 0       | 1            | 2              |
| Olimpia                | 0       | 1            | 1              |
| Deportivo Bancoper     | 0       | 1            | 1              |
| Universidad Católica   | 0       | 1            | 1              |
| Alianza Lima           | 0       | 1            | 1              |
| Atlético Pirelli       | 0       | 1            | 0              |
| PAEC                   | 0       | 1            | 0              |
| Capurro                | 0       | 1            | 0              |
| Deportivo Géminis      | 0       | 1            | 0              |
| Univ. César Vallejo    | 0       | 1            | 0              |
| Ferro Carril           | 0       | 0            | 3              |
| Vôlei Bauru            | 0       | 0            | 3[a]           |
| San Lorenzo            | 0       | 0            | 2              |
| Regatas Santa Fe       | 0       | 0            | 1              |
| Buenos Aires           | 0       | 0            | 1              |
| Mendoza de Regatas     | 0       | 0            | 1              |
| Ciudad de Buenos Aires | 0       | 0            | 1              |
| Banco de la Nación     | 0       | 0            | 1              |
| Villa Dora             | 0       | 0            | 1              |
| A-Tac                  | 0       | 0            | 1              |
| Cerro Porteño          | 0       | 0            | 1              |
| Manuel de Salas        | 0       | 0            | 1              |
| Boston College         | 0       | 0            | 1              |
| Univ. Cat. Boliviana   | 0       | 0            | 1              |
| Universitario SFX      | 0       | 0            | 1              |
| Brasília Vôlei         | 0       | 0            | 1              |

- a  Vôlei Bauru e SESI conquistaram o bronze na edição de 2022 e 2023 em parceria.

Notas
 Os títulos do Campeonato Sul-Americano de Campeões e da Liga Sul-americana não entram no histórico geral. Tais resultados são mostrados separadamente nas seções abaixo por não serem reconhecidos pela Confederação Sul-Americana de Voleibol.

## Títulos por país
| Estado    | Campeão | Vice-campeão | Terceiro lugar |
| --------- | ------- | ------------ | -------------- |
| Brasil    | 31      | 22           | 6              |
| Peru      | 5       | 8            | 8              |
| Argentina | 2       | 5            | 16             |
| Chile     | 0       | 1            | 3              |
| Paraguai  | 0       | 1            | 2              |
| Uruguai   | 0       | 1            | 0              |
| Bolívia   | 0       | 0            | 2              |
| Colômbia  | 0       | 0            | 1              |